# Shinji Tsujio
Shinji Tsujio (jap. 辻尾 真二 Tsujio Shinji; ur. 23 grudnia 1985) – japoński piłkarz występujący na pozycji obrońcy. Obecnie występuje w SC Sagamihara.

## Kariera klubowa
Od 2008 roku występował w klubach Shimizu S-Pulse, Sanfrecce Hiroszima, Oita Trinita, Zweigen Kanazawa i SC Sagamihara.